# Pathein
Pathein, vroeger Bassein genoemd, is een stad in Myanmar en vormt de hoofdplaats van Ayeyarwady. De stad ligt in het westelijk deel van de delta van de Irrawaddy, aan de gelijknamige rivier Pathein (Ngawan) op ongeveer 190 kilometer ten westen van Yangon. De stad telt naar schatting 263.000 inwoners. In 1983 telde het nog slechts 144.092 inwoners.
De stad is toegankelijk voor grote schepen en vormt de belangrijkste deltahaven van het land na Yangon. Daarnaast vormt Pathein het eindstation van een tak van de belangrijkste spoorlijn en bevindt zich er de kleine luchthaven Pathein. In de stad wordt rijst gemalen, die ook wordt geëxporteerd.
In de stad wonen veel islamitische Arabische en Indiase handelaren. Mogelijk vormt het Burmese woord pathi (moslim) de oorsprong van de naam van de stad. De naam werd verbasterd tot Bassein tijdens de Britse koloniale periode. In 1826, na de Eerste Anglo-Burmese Oorlog, werd er door de Britten een fort gebouwd en een garnizoen gelegerd.
Pathein heeft een kenmerkende waterfront, vele boeddhistische tempels en paraplumakers.
Vroeger behoorde de stad tot het rijk van de Mon, maar nu wonen er nog slechts enkele Mon. Wel bevinden zich er grote minderheden Karen en Rakhine.
De belangrijkste bezienswaardigheid van de stad is de Shwemokhtaw Paya, een boeddhistische tempel die volgens een lokale legende zou zijn aangelegd in 305 v.Chr. door koning Asoka van India. Koning Alaungsithu van Pagan verhoogde de stoepa in 1115 na Chr. tot 11 meter en in 1263 verhoogde koning Samodogossa de stoepa tot ongeveer 40 meter. Sindsdien is de stoepa verder verhoogd tot ongeveer 47 meter nu, waarbij de bovenste laag bestaat uit ruim 6 kilo puur goud, de middelste laag uit puur zilver en de derde laag uit brons, waarin ongeveer 829 diamanten, 843 robijnen en 1588 edelstenen zijn verwerkt.

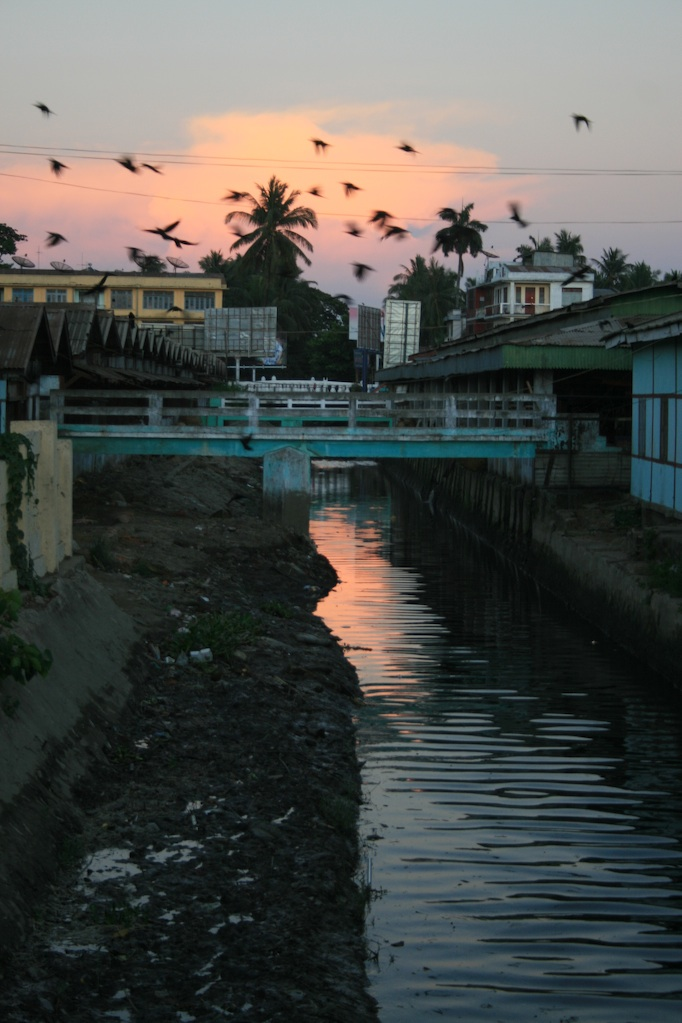
vliegende vogels boven een waterloop in Pathein